# Festival national de théâtre contemporain amateur
 (juin 2021).
Si vous disposez d'ouvrages ou d'articles de référence ou si vous connaissez des sites web de qualité traitant du thème abordé ici, merci de compléter l'article en donnant les références utiles à sa vérifiabilité et en les liant à la section « Notes et références ».
Le festival national de théâtre contemporain amateur est un festival de théâtre organisé chaque année en mai par la FNCTA, à Châtillon-sur-Chalaronne, dans l'Ain. 

## Présentation
Il présente des spectacles de théâtre contemporain (issus de textes parus après 1945) interprétés par des compagnies amateurs.
Le festival a été créé en 1987 ; l'édition 2012 est la 26e édition.
Le festival se déroule dans différents lieux de la ville de Châtillon-sur-Chalaronne : médiathèque, musée, école de musique ou encore dans les rues de la ville.